# Heliophila seselifolia
Heliophila seselifolia är en korsblommig växtart som beskrevs av William John Burchell och Dc. Heliophila seselifolia ingår i släktet solvänner, och familjen korsblommiga växter.

## Underarter
Arten delas in i följande underarter:
- H. s. marlothii
- H. s. nigellifolia
- H. s. seselifolia